# Tagdh na Glaoidh Mór Ó Briain
Tagdh na Glaoidh Mór Ó Briain  (mort en 1444)  est roi de Thomond de 1426 à  1438.

## Règne
Tagdh na Glaoidh Mor Ó Briain est le fils aîné de  Brian Sreamhach Ó Briain. Après la mort de son oncle Conchobar mac Mathgamhaim Ó Briain il est élu roi de Thomond . Mais il est déposé en 1438 par son frère puîné Mathghamhaim Dall Ó Briain qui se fait élire à sa place comme « O' Briain »,. Il meurt sans laisser d'héritier.